# Crysis
Crysis – strzelanka pierwszoosobowa w konwencji science-fiction wyprodukowana przez studio Crytek, będąca pierwszą częścią trylogii. Początkowo gra została wydana tylko na platformie Microsoft Windows, ale we wrześniu 2011 roku zapowiedziano jej konwersję na Xboksa 360 i PlayStation 3. Powstał do niej samodzielny dodatek zatytułowany Crysis Warhead. W marcu 2011 roku wydano kontynuację pod tytułem Crysis 2.
Początkowo miał to być sequel gry Far Cry, jednak kilka miesięcy po premierze tego tytułu twórcy zdecydowali się zakończyć współpracę z Ubisoftem, który pozostał właścicielem praw do marki. Crytek porozumiał się z przedsiębiorstwem Electronic Arts, które zajmuje się wyłącznie wydawaniem gier.
W 2020 roku ukazała się zremasterowana wersja gry pod tytułem Crysis Remastered, dostępna na platformach Microsoft Windows, PlayStation 4, Xbox One oraz Nintendo Switch, a także jako część kompilacji Crysis Remastered Trilogy.

## Fabuła
W 2020 roku na fikcyjnych Wyspach Lingshan, leżących na Morzu Południowochińskim, archeolodzy amerykańscy odkrywają tajemniczy statek kosmiczny obcej cywilizacji. Okazuje się, że maszyna rozbiła się tutaj 2 miliony lat przed pojawieniem się ludzi (6 mln lat temu). Kolejne fale zmian klimatu zamroziły pozostałości po katastrofie, jak i kosmitów, którzy znajdowali się na pokładzie. Oprócz statku obcych, całe pasmo górskie skrywa w sobie obcą kosmiczną cywilizację znajdującą się przy życiu.
Gracz wciela się w porucznika Jake’a Dunna (pseudonim Nomad), członka specjalnego oddziału sił amerykańskich Delta Force, którego celem jest odbicie archeologów z rąk północnokoreańskich żołnierzy. Już po wylądowaniu okazuje się jednak, że oprócz armii północnokoreańskiej na wyspach jest ktoś jeszcze.
Twórcy zapowiadają, że przejście całej gry zajmie graczowi przynajmniej 10 godzin na normalnym poziomie trudności, przy atakowaniu wroga bez skradania się i zakładania pułapek. Używając innych taktyk, na podniesionym poziomie trudności, czas gry wydłuży się prawdopodobnie do 20 godzin. Gracz, który będzie chciał poznać cały świat gry, będzie używał taktyk skradania i ukrywania się, a także zastawiania pułapek, przy najwyższym poziomie trudności, spędzi przy Crysis minimum 25 godzin. Fabuła składa się z 11 misji podzielonych na trzy główne etapy gry.
W pierwszym etapie gracz walczy z żołnierzami armii Korei Północnej, która w 2020 roku jest jednym z najsilniejszych państw na świecie. W drugim etapie działania skupiają się na walce z obcymi, którzy rozpoczęli kolonizację Ziemi. Rozgrywka na tym etapie gry dzieje się wewnątrz statku kosmitów, w przestrzeni pozbawionej grawitacji.
W trzecim etapie akcja nadal toczy się na archipelagu wysp, częściowo skutym lodem – na wyspie pojawiła się olbrzymia kula wewnątrz której temperatura wynosi 200 stopni poniżej zera. Wewnątrz niej nie ma prawa przetrwać żaden człowiek, a Nomad i Prorok przeżywają tylko dzięki specjalnym właściwościom nanoskafandrów. Jednym z zadań misji Paradise Lost jest właśnie pomoc Prorokowi i wyprowadzenie go na zewnątrz kuli po tym, jak jego skafander ulega uszkodzeniu. Na szczęście mimo niskich temperatur wewnątrz, wciąż możemy trafić na płonące wraki. Przy nich Prorok ogrzewa się, by nie zamarznąć, aż do momentu kiedy opuścimy kulę. W następnej misji pomagamy niewielkim oddziałom, które przeżyły na zewnątrz kuli i szykują się do ewakuacji. Pojawia się tam jeden z większych robotów obcych, którego zniszczenie jest niemożliwe. Pokonamy go dopiero w ostatniej misji, dzięki pomocy dr Heleny Rosenthal.
Finałowa część gry, skupia się na obronie lotniskowca US Navy USS Constitution (będącym również centrum dowodzenia i logistycznym oddziału Delta Force) przed atakiem obcych. Podczas ostatecznej walki z obcymi siły USA używają przeciwko nim broni atomowej, a obca cywilizacja wysyła do walki okręt wojenny. Kosmici zostają pokonani, ale jest to pyrrusowe zwycięstwo, gdyż cała grupa bojowa marynarki USA biorąca udział w walkach została kompletnie zniszczona.
Historia przedstawiona w grze nie kończy się w niej, jej dalszy ciąg jest przedstawiony w kolejnych częściach serii (Crysis 2 i Crysis 3).

## Rozgrywka
Tak jak Far Cry, Crysis jest grą otwartą, pozwalającą na różnorakie wykonanie celów.
Do dyspozycji gracza i reszty zespołu Delta Force, a później także żołnierzy Korei Północnej oddany jest egzoszkielet wspomagany zrobiony z nanomateriałów, nazwany w grze Nano Muscle Suit (ang. kombinezon z nano mięśni), wzorowany na prawdziwym projekcie „Żołnierza Przyszłości” rozwijanego przez armię USA w programie FCS. Skafander można wykorzystać do wzmocnienia czterech cech Jake’a. Można zwiększyć siłę (również skoku), co pozwoli na przykład na powalenie pięścią palmy lub rzucanie ciężkimi przedmiotami albo zniszczenie samochodu. Pomaga też w precyzyjniejszym celowaniu bronią palną. Można wykorzystać przyspieszenie kombinezonu, które pozwoli na przykład na ucieczkę z pola walki. Trzecią funkcją kombinezonu jest jego kamuflaż, który powoduje częściową niewidzialność – efekt końcowy jest praktycznie identyczny z kamuflażem obcego z filmu Predator. Gracz po jej aktywacji staje się niewidzialny dla innych postaci w świetle widzialnym, a także w termowizji, ale ta opcja kombinezonu najszybciej zużywa jego energię, która nie jest doładowywana w trakcie postoju. Ponadto, gdy gracz zacznie strzelać, kombinezon wyłącza tryb kamuflażu. Zużycie energii w trybie kamuflażu wzrasta z prędkością przemieszczania się gracza (pieszo). Gdy kierowana postać stoi, energia zużywana jest bardzo wolno, podczas marszu szybko, zaś bieg w tym trybie momentami mija się z celem. Ostatnią opcją jest pancerz, dzięki któremu bohater staje się bardziej odpornym na obrażenia. Pod koniec gry kombinezon bohatera zostaje poszerzony o dodatkową umiejętność. Jest nią emitowanie fal zakłócających mechanizmy Obcych. Gracz nie ma wpływu na wywoływanie tej funkcji, jest ona włączana przez inną postać podczas konkretnych wydarzeń. W skład super kombinezonu wchodzą też silniczki odrzutowe, które pozwalają się przemieszczać w przestrzeni pozbawionej grawitacji.
Większą część broni dostępnych w grze można rozbudowywać o: tłumiki, celowniki (optyczne, kolimatorowe, mechaniczne i laserowe podczepiane pod broń), granatniki, wyrzutnie taktyczne (strzałki usypiające), magazynki (pociski normalne i wybuchowe), latarki. W grze dostępne są trzy rodzaje specjalnej amunicji strzeleckiej: zapalająca, usypiająca (strzałki ze środkiem usypiającym), namierzająca (pocisk namierzane laserowo).
W grze znajduje się kilkanaście różnych pojazdów, z każdego z nich można skorzystać w czasie gry. W większości przypadków gracz może wybrać miejsce, na którym zasiądzie bohater (kierowca, wybrane miejsce pasażera, miejsce przy UKM-ie Shi Ten). Wśród środków transportu są min.: jeepy, helikoptery, czołgi, poduszkowce, samolot transportowy VTOL, pojazdy przeciwlotnicze, ciężarówki oraz łodzie. Brak możliwości prowadzenia posiada tylko samolot myśliwski F36.

### Gra wieloosobowa
Początkowo Crysis miał mieć 4 tryby gry w sieci, ale jego twórcy zdecydowali, że 2 tryby: „zdobądź flagę” i „team action” są zbyt podobne do pozostałych dwóch trybów, więc nie umieścili ich w grze.
Gra ma dwa tryby rozgrywek internetowych: „instant action” (typowy deathmatch) i „power struggle” (zawierający elementy strategiczne), w których maksymalnie na jednej mapie mogą grać 32 osoby. W obu trybach jest dostępnych 6 map zaprojektowanych przez Crytek, ale gracze mogą tworzyć nowe mapy w dostępnym z grą edytorem Sandbox2.
Instant Action jako typowy tryb Deathmatch polega na walczeniu każdego gracza na każdego.
Power Struggle ma elementy strategii takie jak np. budowa jednostek, zajmowanie konkretnych lokalizacji na mapie, opracowywanie nowych jednostek, możliwość awansu itd.
Gracz zaczyna rozgrywkę posiadając jedynie nano kombinezon (odpowiedni dla danej armii) i pistolet, podczas gry zdobywa punkty dzięki którym awansuje, ale też może je wymieniać na: broń, jednostki, amunicję, dodatkowe wyposażenie. Podczas gry zdobywa się te punkty za pokonanie przeciwnika np. większa jest liczba punktów za celny strzał w głowę, osoba początkująca gdy zastrzeli kogoś ważniejszego od siebie, to dostanie więcej punktów niż to ten ważniejszy by jego zabił.
Podczas gry dwie drużyny graczy dzielące się na siły USA i północnej Korei walczą ze sobą o fabryki jednostek, i ośrodki badawcze, gdzie wdraża się nowe technologie wojskowe pochodzące od rozbitych maszyn kosmitów. Obie strony posiadają kwaterę główną która jest też fabryką wyspecjalizowanych jednostek np. okręt podwodny USA Navy produkuje uzbrojone łodzie patrolowe, a naziemna baza armii północnokoreańskiej pojazdy patrolowe. Rozgrywka kończy się wtedy gdy jedna ze strony zdobędzie broń jądrową i zniszczy nią główną bazę przeciwnika. Na mapach są rozmieszczone centra badawcze, gdzie automatyczne ramię robota łączy się z wrakiem maszyny obcych z którego przenosi kosmiczną technologię którą później można wykorzystać w produkcji jednostek. Dzięki technologii obcych można zbudować np. czołg z zamontowaną armatą strzelającą małymi czarnymi dziurami na miejscu czołgowego działa lub z emiterem promieni zamrażających ludzi oraz pojazdy albo szybkostrzelnym karabinem wystrzeliwującym sople lodu na miejscu UKM-a „Shi Ten”. a sam czołg może też być niewidzialny dla promieni widzialnych jak i w podczerwieni.
W obu trybach rozgrywka w DirectX 9 nie będzie posiadała takich efektów jakie są w wersji z DX10: miękkie cienie, odbicia światła czy załamania promieni świetlnych w wodzie. Nie będzie również całodobowych cyklów zmiany pór dnia (wschód słońca, zachód, noc) i zniszczalnej roślinności, które w DX9 w wersji dla pojedynczego gracza są dostępne. Wymienione efekty będą działały tylko w trybie DirectX 10.
W wyniku zamknięcia serwerów GameSpy Arcade od 31 maja 2014 roku rozgrywka wieloosobowa na komputerach osobistych stała się niemożliwa.

## Użyta technologia
Do stworzenia gry użyto silnika CryEngine 2, który w 2007 roku uważany był za jeden z najbardziej zaawansowanych. Silnik odpowiada za grafikę, fizykę i sztuczną inteligencję bohaterów niezależnych. Korzysta on z biblioteki DirectX 10 i tym samym z Shader Model 4.0. Gra wykorzystuje też DirectX 10.1 i Shader Model 4.1. Silnik może obliczać fizykę w grze przy pomocy zunifikowanych jednostek Shader Unit, znajdujących się na karcie graficznej. Crysis jest dostosowany do działania na każdym procesorze, niezależnie od ilości posiadanych rdzeni. Gra wykorzystuje technologię NVIDII SLI. W grze umieszczono kod, dzięki któremu Crysis będzie wykazywał lepsze możliwości graficzne przez następne 2 lata po wydaniu gry.